# اوجاما

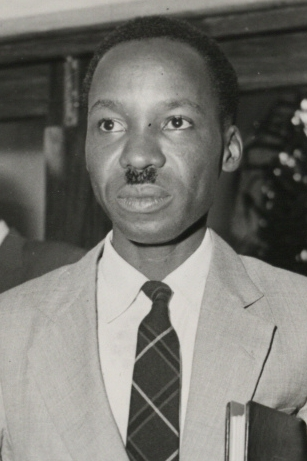
ژولیوس نایرره

اوجاما (Ujamaa) یک ایدئولوژی سوسیالیستی بود که شالوده سیاست‌های توسعه اجتماعی و اقتصادی ژولیوس نایرره در تانزانیا را پس از استقلالش از بریتانیا در سال ۱۹۶۱ شکل داد.